# 佳士事件
佳士事件，或称佳士工潮、佳士工人維權事件，指2018年7月下旬到8月下旬深圳佳士科技有限公司的部分员工因争取组织工會而遭公司解聘，其中以毛泽东思想左派出力最多，有部分人被当地警方依照法律条款抓捕并上诉至法院承担相应法律责任，公司员工以及社会各界人士展开维权的事件。
2018年夏天，深圳佳士科技公司工人因爭取依法組建工會，揭露公司存在超時加班、苛刻罰款與欠薪等問題，引發維權行動。公司隨後開除多名工人，並有聲援者遭警方拘捕甚至失聯。事件迅速引起高校學生、毛澤東思想左派與學者聲援，北京大學學生岳昕等人更組成聲援團前往現場支持。
聲援團在工廠外持續舉行抗議活動，包括發傳單、高喊口號等，卻遭遇當局打壓，微信帳號被封、部分成員失聯。8月24日清晨，警方突襲聲援團駐地，逮捕數十人，幾乎全團失聯，事件進入收尾階段。
官方聲稱依法處置，並與企業成立工會籌備組，但外界質疑其合法性。國際特赦組織等亦發聲譴責中國侵犯結社自由。佳士事件被視為中國工人自發維權與青年左翼政治參與的重要交會點，揭示當前勞資矛盾與制度壓力的深層問題，也凸顯政府對群體性抗議活動的高度敏感與控制。

## 背景
佳士科技成立於2005年，主营焊割设备的研发、生产和销售，後於深圳證券交易所上市。該公司在深圳、重慶、成都等地設有工廠，其中深圳工廠僱傭了約1000人。據亞洲新聞通訊社報導，工人表示佳士科技位於深圳坪山的工廠工作條件惡劣，工資、社會保險和住房公積金也被削減、拖欠，還設立了名目嚴苛的罰款。有時作業時間表也會未經諮詢遭到更改，還有超時加班的情形。工人稱該公司對待他們“像奴隸一樣”。
在中國大陸，工會往往需要服從於官方，因此有時會被指責為替工廠主的利益辯護。根據勞工權利專家的說法，至少自2015年來，隨著政府放貸減少，勞工權利被大規模削減，導致了工人階級對於勞動強度過大和工資水平過低的不滿。
《中國勞工通訊》称，截至2018年8月為止的過去12個月內，全中國已發生超過1860次罷工或工人抗議活動。2015年至2017年，該組織共收到工人集體行動個案6694起，其中5177起訴求是追討欠薪，303起訴求是增加工資，合計佔比超過80%。而且工人集體行動發展勢頭趨於強勁，正從珠江三角洲、長江三角洲迅速向內陸擴展，組織性大大提高。《中國勞工通訊》认为，中國勞資矛盾的激化程度，已越過了政治和民生的臨界點，直接威脅到政權的合法性。 《紐約時報》引述未具名的專家，指出隨著中國經濟進一步發展，未來幾年內將會有500萬到600萬工人失業，可能帶來更多的動蕩。

## 经过

### 开始
员工发布的公开信称，2018年5月10日，佳士员工余浚聪被开除，佳士科技有限公司工人向坪山区总工会反映情况，区总工会表示可以组建工会解决问题。6月，深圳佳士科技管理层组建“职工代表大会”，實質上將要求組建工會的工人所提出的候選人排除在外。
7月21日，這些工友發布的公開信顯示，帶頭的工友從16日起陸續被毆打或者開除。20日7点40，他們試圖上工，被十餘名保安架出場外，其中一名工人直接被打倒在地，10点30分，20多名工人被抓。7月20日中午，20多名佳士科技工人及声援者到深圳坪山區燕子岭派出所抗议，被警員抓捕。21日下午，他们被释放。22日，佳士工人到燕子岭派出所门口，要求建立工会，严惩警察，并且合唱《团结就是力量》。

### 聲援團參與
7月27日下午，30名前往燕子岭派出所抗议的工人、声援者，共23男7女再次被警方拘捕，其中至少六人被燕子岭派出所以“尋釁滋事”的罪名刑事拘留。29日，各地声援的学生、左派人士来到派出所，這些聲援者以年輕人為主，或席地而坐，或站成一圈，高喊口号并齐唱《国际歌》。社交媒體上的視頻顯示，包括工人、學生等15名代表，在廣州工運人士沈夢雨的帶領下於30日下午四點半向坪山區委書記遞交了公開信。在宣讀完公開信之後，聲援者試圖進入區政府但被阻攔。約30分鐘後，警方又强制传唤了這15名声援者。有消息稱這些聲援者在當晚9時許獲釋。
部分曾被釋放的工人對外披露了在被關押期間遭受到不同程度的酷刑虐待，包括被反铐、被打伤、扇耳光。
29日网上出现了由北京大学外国语学院2018屆本科畢業生岳昕等人士發表的《北大学生就「深圳7·27维权工人被捕事件」的声援书》，30日出现《清华部分学生、校友的声援书：立即释放被拘工友与群众！》等聲援書，要求深圳警方立即釋放被捕工人，並就相關抓捕行為解釋和道歉。聲援書不到三小時就被刪除。另外，由部分積極人士發佈的公開信則有兩千余人聯署，聯署主要來自各內地高校和部分民眾。此时，佳士科技公司在其官网发布《佳士科技关于恶意诽谤的严正声明》，稱不存在阻撓成立工會的事實，並稱網傳消息為“惡意誹謗”。深圳坪山公安的官方微博也稱警方的執法行為合理合法。
據報導，7月29日超过二十所著名高校的学生发表声明支持佳士工人维权，北京大學、中國人民大學、中山大学等十餘所高校的學生發出了聲援書。還有香港大學教授潘毅、香港中文大學教授邱林川等百餘名學者聯署，呼籲釋放被捕人士，支持工人自主籌建工會。而乌有之乡站长范景刚，时迈等左翼人士也组织了据称有1100人的声援团，表态支持“佳士工人階級的正義鬥爭”，並前往深圳燕子嶺“與先進工人一起為正義事業奮鬥”。
8月1日，國際特赦組織發表聲明，中國研究員潘嘉偉在其中表示當局應“解決剝削勞工權益的問題，並應尊重工人結社自由的權利”“除非有證據證明所有參與抗議的人犯了國際公認的罪行，否則這些人應立刻無條件獲釋”。同日早上，在香港，職工盟、社民連和街頭勞工組等多個團體共約30人從西環的西區警署遊行到中聯辦，一路高呼口號，聲援深圳佳士科技工人維權行動。職工盟表示將向國際社會申訴以施壓，繼續支持大陸工人抗爭和成立獨立工會。因為中聯辦拒收抗議信，示威人員將信件和標語貼到中聯辦的門牌上。
8月1日，佳士科技官网、官方微信公众号发布文章《佳士科技，用心垒起温暖的员工之家》。8月2日，广东省总、深圳市总、坪山区总、龙田街道工会四级官方工会进驻佳士科技公司组建工会。当晚佳士搭建完成工会筹备小组，组长是坪山区工会副主席。
8月5日晚，聲援團走上街頭散發傳單，向市民介紹佳士工人的情況。駐紮惠州的聲援團表示，他們樓下近日派來監視的人員明顯增多。房東稱遭到當局威脅，要求惠州聲援團離開，聲援團表示拒絕。據悉，至少6名北大學生新進加入了聲援團。8月6日，經過幾天的修整集結，聲援團再次前往燕子嶺派出所，要求無條件釋放被刑拘的工人和聲援者。同日，一名有47年黨齡的老幹部張勤德前往聲援。他表示自己“一定要與工人階級站在一起，與佳士工人共進退，把這場鬥爭進行到底”。在6日上午的集會中，共有40多名共產黨員和退休幹部參加，他們均來自“烏有之鄉”。據網上消息，聲援團約50人中午在燕子嶺派出所打出“工人無罪！組建工會無罪！”等橫幅，高喊“嚴懲打人黑社會”、“工人無罪”，要求無條件釋放被刑拘工人以及聲援者。推特帳號“勞工研究”表示，深圳維權律師范标文等近日得以會見兩名被抓工人，而聞宇與黃沙兩位律師早上遞交會見手續，要求48小時安排，下午就被廣州市律管處談話，要求退出。

### 沈夢雨失踪
根據岳昕推特，8月11日晚7時許，工運核心人士沈夢雨遭自稱其“叔叔伯伯”的不明人士架走，現已下落不明。美國之音記者聯繫岳昕時，她指出帶走沈夢雨的並非其“叔叔伯伯”，而是三個身份不明的人，而聲援團成員“小胡”據報亦被帶走。針對此事，惠州市大亚湾经济技术开发区公安局微博帳號“@平安大亚湾”发布消息称，“饭后沈梦雨被其父母接上车带离”，“此事为其家庭内部矛盾纠纷，不存在绑架”。岳昕在接受BBC記者採訪時否認了這一點，指出“如果真是被其父母和平接走，為何去追車的同學會突然被堵住？”她在推特上指出，在聲援團要求調閱監控時，“主幹道上四個攝像頭突然全部壞掉”。沈夢雨被人“架走”後，聲援團成員很快向當地公安部門報警，但是他們說，期間被警察像犯人一樣審問，而且警察對案件只做行政筆錄，沒有做刑事筆錄。13日上午，美國之音記者聯繫岳昕，她告知記者沈夢雨仍處失聯狀態。自由亞洲電台記者13日致電燕子嶺派出所詢問沈夢雨是否在派出所時，對方表示不清楚。
自由亞洲電台引用知情人士消息，截至8月13日，30人中已有16人獲釋，但他們在獲釋後仍然遭到監控。獨立媒體人北楓表示，仍被拘的14名工人中，有7名是佳士工人，七名是外地工人。一名被拘工人透過網絡告訴RFA記者，在看守所內一個30多平方米的監室關了50多人，洗澡水是冷的，吃飯或是被提審的時候見到管教都要抱頭或者蹲下，沒有一點尊嚴。同日下午，来自北京大学、南京大学、北京语言大学、北京科技大学、南京中医药大学的左翼学生与佳士工人声援团会合，岳昕表示“現在我們至少有三四十個人”。他們在燕子嶺派出所附近的龍江城廣場集會拉出横額，并喊出“还我梦雨，还我声援团同志，还我工友”的口号，聲討“社會黑勢力”，但是因為擔心更多團員被抓而不敢再到派出所門口抗議。8月14日，聲援團發表了《聯合聲明》，反對部分校方“威脅”聲援團成員的行為。
8月17日，网上出现由古正华、张勤德、王子恺等51位人士联署的《这是一起严重的政治事件——致中共中央、广东省委和深圳市委的公开信》。8月17日，BBC中文網刊登了香港大學教授潘毅的文章，文章称，佳士工人維權事件，已經開啟了中國工運的全新篇章。

### 聲援團進一步受干擾
8月18日，新浪微博上多條消息稱中國各地高校已開始統計去過或正在廣東的學生，據信與此事件有關。微博中相關話題無法找到任何相關內容，微信群只要提到相關信息就會封群封號。
8月19日，岳昕在网络上发表上款为“尊敬的党中央和习近平总书记”的公开信，信中介绍佳士事件并提出诉求，包括釋放被捕工人學生、依法組建工會、徹查聲援團成員失踪等。當日，香港社民連等團體一行約20人，由西區警署出發遊行至中聯辦。他們高叫“釋放沈夢雨”、“組建工會無罪”、“釋放佳士工人”等口號。他們認為惠州警方所稱“四個監控全部損壞”是有意拖延調查，並指十多名工人被拘留、有工人和聲援者曾遭警方毆打。相關團體遊行至中聯辦後貼上示威物品離去。
8月20日下午，深圳市佳士科技股份有限公司工会召开第一届会员代表大会第一次会议，选举产生第一届工会委员会委员9人。
8月20日，美國之音記者聯繫岳昕，岳昕表示有人受國保指使，冒充學生家長跟踪，進行干擾。北楓表示，相關人員通訊工具受到干擾，大學生聲援團岳昕的手機已無法使用。8月21日，自由亚洲电台記者致電岳昕，岳昕表示尚在核實赴粵學生遭到調查的事件，另外她的微信號也被封禁了。
8月22日和23日，一批在北京的工人和学生声援者先后到全国总工会信访办和中国妇联递交请愿材料。
據悉，有香港記者被禁止入境，警察試圖搶奪日本記者的採訪設備。

### 结束
8月24日清晨五点左右，大批持盾防暴警察闖入位於深圳與惠州市惠陽交界的民宅，將約十名佳士工人與广东深圳建会工人声援团的五十名聲援學生帶走，包括畢業於北京大學的岳昕，及來自中國人民大學、北京外國語大學和湖南大學等的學生。现场学生发出两段小视频后声援团成员全体失联。据信，声援团在校生被关押在当地一所小学校，而包括岳昕在内的高校毕业生和工人关在别处。同日早上，住在北京苏庄的北京高校毕业生顾佳悦、楊少強和深圳上访工友唐向伟、尚杨雪分别被北京和广东警方带走，据信两名上访工友已被遣返。同时据报道，沈梦雨并非如先前官方所称被带回老家，而是被软禁在深圳一酒店内，有国保轮流监视。佳士工运声援团大部分学生在被捕后两日内释放，分批分流遣返，由所在地公安监视，并未移送到派出所或看守所。
同日，广东警方前往北京抓捕可能深度参与该事件的《红色参考》编辑部成员；声援工运的“时代先锋”网站，7名编辑人员已被警察软禁。

### 后续
8月27日，声援团成员、北京大学毕业生张圣业发出文章《反动势力的耻辱柱和进步青年的里程碑——广东警方对深圳建会工人声援团8.24暴力清场纪要》；30日，声援团成员、中国人民大学在校生、学生社团“新光平民发展协会”会长陈可欣发布文章《让黑恶势力的无耻反动埋葬他们自己吧》。两篇文章叙述了8月24日清场以及之后学生被软禁、遣散回家等情况。此外，声援团成员的所有电子设备均被警方扣留。
9月2日晚，张圣业于河南省三门峡市中国工人网主编张耀祖家中被梅州警方强制传唤。9月3日，广东警方正式逮捕刘鹏华，软禁米久平、余浚聪、李展三人。
9月9日，10余名佳士工人代表与声援团学生在湖南韶山祭拜毛泽东。他们在铜像广场拉起横幅，并向毛泽东铜像献花，高唱《国际歌》，后被当地警方拘捕。美国之音随后致电当地派出所和政府询问相关情况，当地派出所工作人员表示“无权就这个问题透露相关信息”，而当地政府工作人员表示不存在这样的事情，又指此事为网上造谣。乌有之乡负责人范景刚表示了解有关情况，但不便对此发表评论。
9月20日，北京大学社团北京大学马克思主义学会由于未找到指导老师而不能完成当日截止的社团注册，据信与本事件有关。 9月以来，南京大学社团“马克思主义阅读研究会”因哲学系和团委领导拖延无法顺利注册。据当事人、南京大学本科生胡弘菲在网上发布的消息，11月1日，南京大学保卫处、学生家长与马会成员发生冲突，一位学生杨凯被警察带走。
10月24日，红旗网主编吴立杰（笔名武夷山）在与外界失联三天。10月27日上午确认被河南省南阳市新野县公安局以“涉嫌非法经营罪”刑事拘留。
11月9日及11日，十余名声援团成员、社会公益人士在其居住地被捕，这其中包括两名据工人所述曾提供帮助的中华全国总工会社区工会工作人员。12月，近五百人联名致信中国公安部部长赵克志，要求释放被捕者，严惩相关人员。 2018年12月26日，毛泽东诞辰125周年当天，北京大学马克思主义学会会长邱占萱被警察带走。次日，北大马会被校方改组。2019年1月2日，中国人民大学学生社团联合会微信公众号公告宣布学生社团“新光平民发展协会”即日起暂停活动限期整改，限期3个月；陈可欣（会长）等协会成员曾参与佳士事件。1月21日，校方宣布注销新光协会。
2019年1月，北京大学对参与佳士事件的北大学生展振振做出强制退学处分，并于1月7日上午正式生效。
2019年1月21日，中央社援引佳士声援团官网的消息称：四名佳士声援团成员岳昕、顾佳悦、沈梦雨及郑永明遭广东警方强迫在一段时长30分钟的视频中进行认罪。而后，中华人民共和国国家安全部门约谈了部分声援团成员，并要求其观看此视频。据称，在影片中四人脸色苍白、眼光呆滞且口齿不清，自述认罪时“如同背稿子一般”，并承认是“被激进组织洗脑”而做出“违法”行为。声援团对此回应称“广东警方是恶黑势力，强迫在狱中受苦的同志拍摄，妄图使用这个影片来对坚持斗争的人们进行分化和震慑”。
2019年3月，关注中国的工人运动的《红色参考》编辑、原北京大学马克思主义学院讲师柴晓明被南京市国家安全局以涉嫌“颠覆国家政权”为由监视居住。
2019年4月28日，据维权活动家胡佳转述北大医学部学生、佳士工人声援团成员沈雨轩的个人微信消息，沈和另一位北大同学遭警方强制传唤，其中沈雨轩遭遇警察、保安、学工暴力对待，如强行拉出厕所、撂倒在地、反剪双手；而另一位同学被用矿泉水泼脸。29日早晨，沈再度失联。而在“被失踪”以前，沈雨轩就已写下自述书《愿我们坚强如铁，无惧铁窗手铐》，讲述了各地工人遭受的残酷“维稳”、自己被警方威胁、家人被动员来对自己施压等情况，并表达了抗争到底的决心。
根据NPR的报道，一些在2018年和2019年被捕的学生最终被释放，有些人回到了北京大学完成学业，至少一人进入了政府部门工作。
根据端傳媒的后续报道，此事件影響較大，導致官方对学生活动的管束进一步收紧。例如原本属于半民间组织的社团联合会被取缔，所有社团归团委直接管理。2018年9月，南京大學公示了通过审核的校级学生社团名单，當時署名为南京大学学生社团联合会；而在2019年9月的同类文件中，发布方已改为“校团委学生社团管理部”。2021年11月，清华大学团委公示的被注销的学生社团名单中包括关注城市劳动者协会、政治经济学与现代资本主义研究会等。2019年10月，共青团中央、教育部和全国学联发布《关于推动高校学生会（研究生会）深化改革的若干意见》，要求“精简”学生会，指定校级学生会成员为40人左右，工作部门不超过6个，每个部门负责人为2至3人，同时要求学生会成员的成绩综合排名要在本专业前30%。

## 反应

### 官方
8月24日晚，新华社发布报道《深圳佳士公司工人“维权”事件的背后》，定性事件由境外非政府组织煽动，指事件背後有「推波助瀾者」，包括未註冊機構「打工者中心」，以及提供資金的境外組織「勞動力」；余浚聪、刘鹏华、米久平等人是在“打工者中心”员工付某国的指点下与警方发生冲突。新华社引述警方称初步查明香港的「勞動力」背後支持者是西方非政府組織，其負責人及成員定期到「打工者中心」指導工作與培訓。报道简单提及“这起普通的工人‘维权’事件，通过互联网特别是境外网站持续发酵，不少工人、学生、网民被裹挟其中”。幾分鐘後，《南方都市報》亦發布报道《深圳佳士“维权”调查：策划导演逼停企业生产，“占领”派出所》，报道提到7月20日至27日“给企业带来的直接损失初步计算就有一百二三十万。”
8月25日，《环球时报》发表署名单仁平的评论《维权不能脱离理性与合法的轨道》，文章称：“一些与此事毫不相干的人跑到深圳去‘声援’，在互联网上传播相关信息，西方媒体则极力宣扬此事具有‘重大意义’，让人感受到有人想要把佳士维权事件作为一个支点来撬动中国社会秩序的节奏。……中国决不能推崇西方式的对抗解决问题的套路，决不能被西方势力带了节奏。” 同日，《光明日报》发布评论《维权不能脱离法治轨道》。
同年10月，曾担任北京市国家安全局党委书记的邱水平被调任北京大学党委书记，有观点认为此举表明北京大学的威权主义环境进一步加深。

### 其他反应
8月24日，国际特赦组织中国研究员潘嘉伟接受德国之声访问时表示，佳士工人要求组建工会以保护自己的权益是完全正当的行为。国内虽有官方工会，但其代表性很受质疑，一般公司及工厂的工人都没有结社自由。全总和区总都应交代为何工人权益不受保护，工会反而成为打压工人的帮凶。
8月25日，声援团在推特上声明称“我们的正义行动，和什么境外势力毫无关系”。8月26日，声援团方面发出文章《就〈深圳佳士公司工人"维权"事件的背后〉一文三问新华社》。有参与聯署者表示，新华社的报道根本就是倒因为果。8月25日，香港职工会联盟发表声明，称已向世界各地劳工组织呼吁向中华人民共和国国务院总理李克强和中华全国总工会主席王东明去信，呼吁切实保障国际劳工组织对工人结社自由权利的原则、协助佳士工人组织工会。声明称该呼吁已获包括英国总工会（TUC）、法国总工会（CGT）、加拿大总工会（CLC）与瑞典总工会（Swedish-LO）等来自十多个国家的劳工团体和国际工会组织的支持，声明末尾列出了职工盟的三项要求。8月27日，香港「勞動力」发表声明，否认參與組織或資助佳士工人或聲援者，同时提及打工者中心也與佳士工人的行動無關，沒有參與組織活动。對於新華社對打工者中心是“未註冊非法團體”的指控，勞動力回應称打工者中心“一直積極尋求在民政局註冊，與政府相關部門積極溝通，曾到當地公安局說明備案，與小區警務室保持良好溝通”。
8月26日，明報刊文未具名地引用一名聲援團成員的說法，稱聲援團起初希望已註冊的NGO加入，但那些組織害怕招惹地方政府。該名成員還稱，新華社“編造故事”，利用“境外勢力”掩蓋事實，報導刻意忽略學生，“欺騙國內讀新聞的人”。8月27日，自由亚洲电台发文指打工者中心等劳工组织长期受到官方打压，并引述独立媒体人北枫称珠三角一带的工运“基本没有了”，“‘打工者中心’其实是当局硬套上去的，和佳士工运没有关系。”
8月28日，香港端传媒刊登赵思甜的文章反驳新华社和《南方都市报》，指出工人在采取“合理合法”的方式解决问题时遭到厂方的暴力回应，厂方的非法做法没有得到官方“合理合法”的处理，导致佳士工人求告无门；还有相关文章中的“境外势力”打工者中心也并未以组织身份参与行动，官方亦未给出相关证据，最多只是某些员工辅助性声援；如此等等都是这两篇文章未提及的。文章亦批驳了官方面对此事的逻辑，即一遇有工人联合行动，即是“有组织”、“有预谋”，肯定是“外部势力”操纵，根本抹杀了工人尊严。
8月29日，香港大学社会学系教授潘毅在香港《明报》撰文称，“佳士事件其实是中国近40年的历史发展和社会危机导致的必然。它本该是中国工会改革的一次契机，但官方的处理却葬送了这一机会，令人扼腕。……（新华社的报道）转移视线、以莫须有罪名强加一场合理的工人抗争，白白断送了上级工会与基层工人携手共建企业工会的契机。站在十字路口的工会，又一次失去了真正改革的机会。……佳士工人要求自主组建工会的行动，是历史发展的必然结果，是中国工人政治意识觉醒的直观反映。……他们（佳士声援团大学生）的无私行为重拾了中国共产党早期学生和工人相结合的激进左翼运动传统，是中国青年一代对中国该往何处去的积极探索。”
8月30日，中国政法大学前副教授梁柏能在《明报》撰文称：“佳士工人组建工会的诉求是对其自身恶劣的劳动条件的自发反抗，是理性、合法、合理的，既非个别激进工人的寻衅滋事，更非‘境外势力’的推波助澜所致 。”“佳士科技工人的鬥爭，將成為當代中國工人階級成長為社會自覺力量的里程碑”。
9月4日，烏有之鄉刊出署名“老田”的文章，剖析了波蘭團結工會的實質，指出佳士工運和團結工會的區別。文章認為：青年学子和工人“是中国目前挣脱‘颠覆势力’影响最彻底的一个群体，硬说他们受到颠覆势力影响要怎么怎么样，这不是蠢就是坏，或者兼而有之。”同時，文章還指出了前往深圳的青年與參加反性騷擾活动的大學生名單的交叉性。路透社亦指出了這一點。
9月6日，明報刊出一篇文章，文章認為新華社報導“完全沒有事實根據”。如打工者中心兩名被捕負責人付常國與黃慶南均因“口袋罪”被捕：付常國到佳士現場之後只是圍觀，而轉發佳士現場信息亦非只有何轉發，還有不少大學生、學者和自稱愛國人士的民眾；黃慶南更是連佳士現場亦未去過，每年只去深圳一兩次，低調履行法人義務，這次卻被警員直接從福建老家帶到深圳拘留。打工者中心只能以“打工者商店”的商業團體的名義公開運作表示大陸法律機制不健全，而非打工者中心應當取締；內地公益團體不能在民政部門登記也並非孤例；然而打工者中心一直在法律範圍內提供服務。文章認為，新華社報導指圍觀者為煽動者，將責任歸於沒有參與在內的“打工者中心”，並指“勞動力”為境外勢力有三個目的：一是為清場作掩護；二是為逃避工人合法訴求；三是為打壓社會團體，與2015年掩蓋勞資糾紛手法如出一轍。
10月28日，美国康奈尔大学因中国人民大学惩罚支持深圳劳工权利的学生、压制言论和学术自由，宣布中断双方学术合作关系。该校工业及劳工关系学院国际项目主任弗莱德曼表示，人民大学不允许谈论劳工问题，令双方的合作研究无法进行下去；外国大学应当重新评估与中国大学的合作情况。
11月28日，英国《金融时报》报道，为了反对中国大陆打压组织亲劳工团体的学生，诺姆·乔姆斯基、约翰·罗默等30多名左派学者共同呼吁抵制中国举办的世界马克思主义大会。乔姆斯基发表声明称世界各地的左派学者都应该加入抵制此类大会和活动的行列；而罗默则发表声明称，相关行为暴露出中国政治领导层是假马克思主义者。
2020年2月，香港理工大学应用社会科学系助理教授陈慧玲博士在学术论文指中︰"佳士斗争发展过程中，工友与左翼学生的联盟虽然短暂，却重新点燃了中国百年革命的力量。在2018年春夏之间直至2020年初，伴随社会各界的声援，佳士集体抗争展现出当代跨国劳工和学生等群体团结起来的可能性，写下重要的历史篇章。”
2020年6月，美国加州大学伯克利分校社会学博士生张跃然发表文章指出：“实际上，2018年领导佳士工会运动的所有工人都是毛派网络派来鼓动的地下活动者，几乎没有其他佳士工人参加过这些活动者组织的抗议活动。”“由于不够重视这个（如何组织工人的）问题，珠三角的毛派激进主义者网络未能提供一条可行的途径来克服中国当代工人运动的分散和零星状态，尽管他们的尝试令人钦佩。我认为，未来的任何努力都必须将组织问题置于首位和中心。”

## 延伸阅读
- Au, Loong Yu.  [佳士动员：中国工人运动的一次高潮？].  [中国年鉴]. ANU Press. 2019: 72–75  [2023-02-04]. ISBN 9781760462925. JSTOR j.ctvfrxqcz.16. （原始内容存档于2023-02-04）.